# Christian Sackewitz
Christian Sackewitz (* 11. Dezember 1955 in Göttingen) ist ein ehemaliger deutscher Fußballspieler, der 134 Spiele in der Bundesliga und 127 in der Zweiten Liga bestritt.

## Spieler
Sackewitz spielte in der Jugend für SFC Stern 1900 und Hertha Zehlendorf, bevor er seine Fußballkarriere in der Saison 1975/76 bei Tennis Borussia Berlin begann, wo er 15 Spiele bestritt. Nachdem er zum Beginn der Bundesligasaison 1976/77 bei TeBe nicht überzeugen konnte und in zehn Spielen ohne Torerfolg blieb, wechselte er im November 1976 zu Arminia Bielefeld in die 2. Bundesliga Nord. Die Zeit in Bielefeld stellt er als den Höhepunkt seiner Spielerkarriere dar. 1979/80 feierte er mit der Arminia den Bundesliga-Aufstieg und wurde mit 35 Toren in 36 Spielen Torschützenkönig der 2. Bundesliga Nord. Insgesamt kam Sackewitz für Bielefeld zu 150 Ligaspielen, in denen er 61 Tore schoss.
1981 verließ Sackewitz den DSC Arminia und wechselte zu Bayer 04 Leverkusen. Für Leverkusen kam Sackewitz zu 20 Einsätzen und zwei Toren in der Bundesliga. Nach einer Saison wechselte er 1982 zu Bayer 05 Uerdingen (heute KFC Uerdingen 05) in die 2. Liga. Dort wurde er in 53 Ligaspielen eingesetzt, in denen er sieben Tore schoss. Mit den Krefeldern stieg er 1983 in die Bundesliga auf. Nach einer Saison wechselte er in der Saison 1984/85 zu Eintracht Braunschweig. Dort kam er noch zu 13 Einsätzen in der Bundesliga, wobei er keine Tore mehr erzielte. Weiterhin kam er in seiner Karriere zu 21 Einsätzen und 4 Toren im DFB-Pokal.
Nach dem Abstieg der Eintracht aus der Bundesliga 1985 und einer Zwischenstation beim SC Charlottenburg stand er in der Saison 1986/87 für ein Jahr bei Hertha BSC unter Vertrag. Mit Hertha wurde er 1987 Torschützenkönig der Fußball-Oberliga Berlin. Bei seinem früheren Verein Tennis Borussia lässt er zwischen 1987 und 1989 seine Karriere ausklingen. Nach seiner aktiven Zeit arbeitete er als Trainer bei Hertha Zehlendorf, den Sackewitz als seinen ”zweiten Heimatverein nach Arminia Bielefeld” bezeichnet.
Nachdem er von Arminia Bielefeld zu Bayer Leverkusen gewechselt war, konnte er nicht mehr wesentlich an seine Erfolge beim DSC Arminia Bielefeld anknüpfen. Besonders erwähnenswert im Bezug auf seine Karriere ist der "100-Tore-Sturm", den er in der Zweitligasaison 1979/80 zusammen mit den Arminia-Spielern Gerd-Volker Schock und Norbert Eilenfeldt bildete. Mit einem direkt verwandelten Eckstoß schoss er zudem das Tor des Monats im Februar 1978.

## Weiterer Werdegang
Er lebt und arbeitet heute in Berlin. 1992 schloss er ein Restaurant und Bistro in der Hauptstadt, das er mit seinem Schwager führte, und hilft seitdem seiner Frau in einer Versicherungsagentur.